# Mère, fille : Mode d'emploi
Ne doit pas être confondu avec Mère-fille, mode d'emploi.
Mère, fille : Mode d'emploi est un téléfilm français de Thierry Binisti diffusé en 2001.

## Synopsis
Directrice d'une agence de voyages, Florence, la quarantaine épanouie, entretient une liaison romantique avec Benjamin, un universitaire âgé de trente ans. Si elle s'est empressée de confier à Muriel, sa meilleure amie, ce bonheur naissant, la jeune femme n'a pas encore osé présenter son nouveau compagnon à Caroline, sa fille de vingt ans... Sollicité par des professionnels du tourisme à Montréal, Benjamin est prêt à renoncer à l'exil si Florence accepte qu'il emménage sous son toit. Telle une adolescente en proie à ses premiers émois, Florence se montre charmée par cette tendre perspective. C'était sans compter sur Caroline, qui, quelques heures plus tard, fait irruption chez sa mère les yeux pleins de larmes. Larguée par son fiancé, la jeune fille a décidé de poser ses bagages chez Florence. Soucieuse de ménager sa si fragile progéniture, Florence lui cache sa relation avec Benjamin.

## Fiche technique
- Réalisation : Thierry Binisti
- Scénario : Brigitte Thomas, Laurent Tirard et Olga Vincent
- Durée : 90 minutes
- Date de première diffusion :  France : 20 mars 2002

## Distribution
- Maruschka Detmers : Florence Anselme
- Constance Dollé : Caroline Anselme
- Malcolm Conrath : Benjamin Mahler
- Delphine Rich : Muriel Chabrier
- Anne Deleuze : Madame Mahler
- Marc Rioufol : Jean-Marc Anselme
- Elsa Kikoïne : Emma
- Esther Messas : Pascale
- Christian Bujeau : Professeur Rivais
- Valérie Maës : Julia
- Alain Choquet : M. Mahler